# Juan Ruiz de Villarán
Juan Ruiz de Villarán (falecido a 18 de março de 1591) foi um prelado católico romano que serviu como bispo de Lugo (1587–1591).

## Biografia
No dia 22 de junho de 1587, Juan Ruiz de Villarán foi nomeado durante o papado de Sisto V como Bispo de Lugo. Serviu como Bispo de Lugo até à sua morte a 18 de março de 1591.